# Liga MX 2022/23
Die Saison 2022/23 der mexikanischen Fußballliga MX begann am Freitag, 1. Juli 2022 mit der Begegnung zwischen dem Mazatlán FC und dem Club Puebla und endete mit einem 2:4-Sieg der Gastmannschaft. Die sechs Tore wurden von sechs verschiedenen Spielern erzielt; den Anfang machte Israel Reyes zum 0:1 für den Club Puebla bereits in der 6. Minute und war somit auch der erste Torschütze dieser Spielzeit.

## Veränderungen und Modus
In Mexiko gibt es seit der Saison 2020/21 keine sportlichen Auf- und Absteiger mehr. Weil es auch keine Lizenzverkäufe gab, spielen dieselben Mannschaften wie in den beiden Vorjahren in der höchsten Spielklasse.
Wie seit der Saison 1996/97 üblich, wird die Saison in eine Apertura und Clausura geteilt, so dass es 2 Meister pro Saison gibt.
Wie bereits seit der Saison 2020/21 gehandhabt, sind die 4 bestplatzierten Mannschaften aus der Punktspielrunde für die im Play-off-Verfahren ausgetragene Endrunde qualifiziert. Die Plätze 5 bis 12 messen sich in einer vorgeschalteten Qualifikationsrunde, in der die Mannschaft auf dem 5. Platz die Mannschaft auf dem 12. Platz, der 6. Platz den 11. Platz usw., empfängt. In jeweils nur einer Begegnung, die notfalls im Elfmeterschießen entschieden wird, werden die weiteren 4 Endrundenteilnehmer ermittelt, die sich in gewohnter Weise ab dem Viertelfinale in Hin- und Rückspielen miteinander messen.

## Endrunde der Apertura 2022
Während die Plätze 1 bis 4 sich direkt für das Viertelfinale qualifizierten und die Saison für die Plätze 13 bis 18 vorbei war, spielten die Plätze 5 bis 12 in der Reclasifación die weiteren 4 Viertelfinalteilnehmer aus. Im Gegensatz zu den Spielen ab dem Viertelfinale wird die Qualifikationsrunde in nur einer Begegnung ausgetragen. Heimrecht hat die besser platzierte Mannschaft der Punktspielrunde.

### Reclasificación
Nach der Reclasificación der Apertura 2021 vor einem Jahr scheitert Chivas erneut beim Club Puebla im Elfmeterschießen.
|                  | Ergebnis        |                    |
| ---------------- | --------------- | ------------------ |
| UANL Tigres      | 2:0             | Club Necaxa        |
| Cruz Azul        | 1:0             | Club León          |
| Deportivo Toluca | 3:0             | FC Juárez          |
| Club Puebla      | 1:1 (5:4 i. E.) | Chivas Guadalajara |

### Viertelfinale
Der CF Pachuca setzt sich bei Gleichstand (2:2) aufgrund der besseren Platzierung in der Punktspielrunde gegen die Tigres durch, der Club América durch zwei Kantersiege gegen Puebla und der CF Monterrey ist die einzige Mannschaft, die im Viertelfinale ohne Gegentor blieb.
|                  | Gesamt |               | Hinspiel | Rückspiel |
| ---------------- | ------ | ------------- | -------- | --------- |
| Club Puebla      | 2:11   | Club América  | 1:6      | 1:5       |
| Cruz Azul        | 0:3    | CF Monterrey  | 0:0      | 0:3       |
| Deportivo Toluca | 6:4    | Santos Laguna | 4:3      | 2:1       |
| UANL Tigres      | 2:2    | CF Pachuca    | 1:0      | 1:2       |

### Halbfinale
|                  | Gesamt |              | Hinspiel | Rückspiel |
| ---------------- | ------ | ------------ | -------- | --------- |
| Deportivo Toluca | 3:2    | Club América | 2:1      | 1:1       |
| CF Pachuca       | 6:2    | CF Monterrey | 5:2      | 1:0       |

### Finale
Das Gesamtergebnis von 8:2 aus der Addition beider Spiele ist das höchste Finalergebnis in der Geschichte der mexikanischen Fußballmeisterschaft seit dem Sommer 2000, als der diesmal unterlegene Deportivo Toluca FC seinen Finalgegner Santos Laguna mit dem Gesamtergebnis von 7:1 besiegte.
|                  | Gesamt |            | Hinspiel | Rückspiel |
| ---------------- | ------ | ---------- | -------- | --------- |
| Deportivo Toluca | 2:8    | CF Pachuca | 1:5      | 1:3       |

## Endrunde der Clausura 2023

### Reclasificación
Die Heimniederlage der Cementeros gegen die Rojinegros zog viel Kritik nach sich. Einige Fans pfiffen die eigene Mannschaft aus und andere hatten das Stadion bereits vorzeitig verlassen. Deutliche Kritik kam auch von ihrem ehemals langjährigen Spieler Carlos Hermosillo, der gegen den Vereinsvorstand und Teile der Mannschaft austeilte: „Esta película de Cruz Azul ya la había visto, mala planeación, jugadores que no merecen portar la camisa de Cruz Azul, ... sigan jugando con el cariño de la afición.“ (Diesen Film von Cruz Azul habe ich bereits gesehen. Schlechte Planung. Spieler, die es nicht verdienen, das Trikot von Cruz Azul zu tragen. … Spielt weiter mit der Zuneigung der Fans.)
|             | Ergebnis        |                   |
| ----------- | --------------- | ----------------- |
| Cruz Azul   | 0:1             | Atlas Guadalajara |
| CF Pachuca  | 4:4 (2:4 i. E.) | Santos Laguna     |
| Club León   | 1:3             | Atlético San Luis |
| UANL Tigres | 1:0             | Club Puebla       |

### Viertelfinale
Höhepunkt des Viertelfinals war der Clásico Tapatío, das älteste Stadtderby in der höchsten mexikanischen Spielklasse. Bei der insgesamt sechsten Auseinandersetzung in der Meisterschaftsendrunde konnte Chivas sich zum vierten Mal durchsetzen. Nachdem beide Mannschaften ihr Heimspiel mit 1:0 gewonnen hatten, entschied beim Gleichstand von 1:1 zu Gunsten von Chivas die bessere Platzierung am Ende der Punktspielrunde. Unerwartet spannend ging es auch bei den nach den Hinspielergebnissen beinahe schon vorentschiedenen Partien zwischen América und San Luis sowie zwischen Deportivo Toluca und den UANL Tigres zu. Denn América lag im heimischen Aztekenstadion bereits nach einer halben Stunde 0:2 zurück und ein weiteres Tor für San Luis hätte ihr Ausscheiden bedeutet. Erst ein Tor von Brian Rodríguez in der 86. Minute zum 1:2 sorgte beim Hauptstadtverein für Beruhigung und die vorzeitige Entscheidung. Deportivo Toluca führte nach dem 1:4 im Hinspiel sogar mit 3:0 gegen die UANL Tigres und hätte sich damit aufgrund der besseren Platzierung in der Punktspielrunde durchgesetzt. Doch ein Tor von Sebastián Córdova in der 71. Minute zum 3:1 sorgte für den Halbfinaleinzug der UANL Tigres. 
|                   | Gesamt |                    | Hinspiel | Rückspiel |
| ----------------- | ------ | ------------------ | -------- | --------- |
| Santos Laguna     | 0:2    | CF Monterrey       | 0:0      | 0:2       |
| Atlético San Luis | 3:4    | Club América       | 1:3      | 2:1       |
| Atlas Guadalajara | 1:1    | Chivas Guadalajara | 1:0      | 0:1       |
| UANL Tigres       | 5:4    | Deportivo Toluca   | 4:1      | 1:3       |

### Halbfinale
Im Halbfinale kam es zu 2 Klassikern; dem Clásico Regiomontano und dem Súper Clásico del Fútbol Mexicano.
|                    | Gesamt |              | Hinspiel | Rückspiel |
| ------------------ | ------ | ------------ | -------- | --------- |
| UANL Tigres        | 2:1    | CF Monterrey | 1:1      | 1:0       |
| Chivas Guadalajara | 3:2    | Club América | 0:1      | 3:1       |

### Finale
Im Rückspiel gingen die Gastgeber aus Guadalajara, die sich mit einem 0:0 im Hinspiel eine günstige Ausgangslage verschafft hatten, bereits früh durch Tore von Roberto Alvarado (11. Minute) und Víctor Guzmán (20.) mit 2:0 in Führung und schienen auf dem Weg zu ihrem 13. Titelgewinn zu sein, wodurch sie wieder mit dem Rekordmeister und Erzrivalen América gleichgezogen wären. Doch nachdem dem Chivas-Verteidiger Antonio Briseño im Luftkampf mit dem Tigres-Angreifer Sebastián Córdova der Ball im eigenen Strafraum unglücklich an die ausgestreckte Hand gesprungen war, gab es Strafstoß für die Gäste, den André-Pierre Gignac in der 65. Minute zum Anschlusstreffer verwandelte. Weil Córdova nur wenige Minuten später der Ausgleich gelang, ging es in die Verlängerung, in der Guido Pizarro in der 110. Minute für den 3:2-Endstand und den achten Titelgewinn der Gäste sorgte.
|             | Gesamt |                    | Hinspiel | Rückspiel |
| ----------- | ------ | ------------------ | -------- | --------- |
| UANL Tigres | 3:2    | Chivas Guadalajara | 0:0      | 3:2 n. V. |

## Tabellen

### Abschlusstabelle der Apertura 2022
| Pl. | Verein             | Sp. | S  | U  | N  | Tore    | Diff. | Punkte |
| --- | ------------------ | --- | -- | -- | -- | ------- | ----- | ------ |
| 1.  | Club América       | 17  | 12 | 2  | 3  | 038:170 | +21   | 38     |
| 2.  | CF Monterrey       | 17  | 10 | 5  | 2  | 029:130 | +16   | 35     |
| 3.  | Santos Laguna      | 17  | 10 | 3  | 4  | 038:210 | +17   | 33     |
| 4.  | CF Pachuca         | 17  | 9  | 5  | 3  | 028:150 | +13   | 32     |
| 5.  | UANL Tigres        | 17  | 9  | 3  | 5  | 024:140 | +10   | 30     |
| 6.  | Deportivo Toluca   | 17  | 7  | 6  | 4  | 027:230 | +4    | 27     |
| 7.  | Cruz Azul          | 17  | 7  | 3  | 7  | 026:340 | −8    | 24     |
| 8.  | Club Puebla        | 17  | 4  | 10 | 3  | 025:230 | +2    | 22     |
| 9.  | Chivas Guadalajara | 17  | 5  | 7  | 5  | 019:170 | +2    | 22     |
| 10. | Club León          | 17  | 6  | 4  | 7  | 025:290 | −4    | 22     |
| 11. | FC Juárez          | 17  | 4  | 7  | 6  | 017:180 | −1    | 19     |
| 12. | Club Necaxa        | 17  | 5  | 4  | 8  | 019:260 | −7    | 19     |
| 13. | Atlético San Luis  | 17  | 4  | 6  | 7  | 015:230 | −8    | 18     |
| 14. | Mazatlán FC        | 17  | 3  | 8  | 6  | 017:240 | −7    | 17     |
| 15. | Club Tijuana       | 17  | 4  | 5  | 8  | 018:300 | −12   | 17     |
| 16. | UNAM Pumas         | 17  | 2  | 8  | 7  | 021:310 | −10   | 14     |
| 17. | Atlas Guadalajara  | 17  | 3  | 4  | 10 | 016:270 | −11   | 13     |
| 18. | Querétaro FC       | 17  | 1  | 6  | 10 | 018:350 | −17   | 09     |

### Abschlusstabelle der Clausura 2023
| Pl. | Verein             | Sp. | S  | U | N  | Tore    | Diff. | Punkte |
| --- | ------------------ | --- | -- | - | -- | ------- | ----- | ------ |
| 1.  | CF Monterrey       | 17  | 13 | 1 | 3  | 035:140 | +21   | 40     |
| 2.  | Club América       | 17  | 9  | 7 | 1  | 036:210 | +15   | 34     |
| 3.  | Chivas Guadalajara | 17  | 10 | 4 | 3  | 028:180 | +10   | 34     |
| 4.  | Deportivo Toluca   | 17  | 9  | 5 | 3  | 034:190 | +15   | 32     |
| 5.  | CF Pachuca         | 17  | 10 | 1 | 6  | 032:240 | +8    | 31     |
| 6.  | Club León          | 17  | 8  | 6 | 3  | 023:130 | +10   | 30     |
| 7.  | UANL Tigres        | 17  | 7  | 4 | 6  | 020:170 | +3    | 25     |
| 8.  | Cruz Azul          | 17  | 7  | 3 | 7  | 021:220 | −1    | 24     |
| 9.  | Atlas Guadalajara  | 17  | 4  | 9 | 4  | 027:220 | +5    | 21     |
| 10. | Querétaro FC       | 17  | 4  | 8 | 5  | 016:210 | −5    | 20     |
| 11. | Club Puebla        | 17  | 6  | 2 | 9  | 026:320 | −6    | 20     |
| 12. | Atlético San Luis  | 17  | 5  | 4 | 8  | 016:210 | −5    | 19     |
| 13. | Santos Laguna      | 17  | 5  | 4 | 8  | 023:370 | −14   | 19     |
| 14. | UNAM Pumas         | 17  | 5  | 3 | 9  | 024:320 | −8    | 18     |
| 15. | Club Tijuana       | 17  | 3  | 7 | 7  | 019:290 | −10   | 16     |
| 16. | FC Juárez          | 17  | 3  | 6 | 8  | 017:250 | −8    | 15     |
| 17. | Club Necaxa        | 17  | 3  | 5 | 9  | 016:240 | −8    | 14     |
| 18. | Mazatlán FC        | 17  | 2  | 1 | 14 | 019:410 | −22   | 07     |

### Kreuztabelle 2022/23
Die Kreuztabelle stellt die Ergebnisse aller Spiele dieser Saison dar. Der Name der Heimmannschaft ist in der linken Spalte, das Logo oder ein Kürzel der Gastmannschaft in der oberen Zeile aufgelistet.
| 2022/23       | AME | Atlas | Cruz Azul | Guadalajara | JUA | León | MAZ | Monterrey | Necaxa | Pachuca | PUE | Querétaro | ASL | Santos Laguna | TIJ | Toluca | UNL | UNAM |
| ------------- | --- | ----- | --------- | ----------- | --- | ---- | --- | --------- | ------ | ------- | --- | --------- | --- | ------------- | --- | ------ | --- | ---- |
| América       |     | 0:0   | 7:0       | 2:1         | 2:1 | 2.2  | 6:0 | 2:1       | 2:1    | 0:3     | 2:2 | 0:0       | 3:0 | 3:3           | 2:1 | 1:0    | 2:1 | 1:1  |
| Atlas         | 2:2 |       | 3:2       | 3:3         | 0:1 | 0:1  | 2:1 | 0:2       | 1:0    | 4:1     | 1:1 | 3:1       | 1:3 | 2:2           | 1:2 | 0:0    | 0:1 | 0:0  |
| Cruz Azul     | 1:3 | 1:0   |           | 2:1         | 1:0 | 2:1  | 2:0 | 2:3       | 1:0    | 1:2     | 2:2 | 2:1       | 1:0 | 3:2           | 1:2 | 2:3    | 0:1 | 1:0  |
| Guadalajara   | 2:4 | 1:1   | 2:1       |             | 0:0 | 0:0  | 4:1 | 1:0       | 1:0    | 0:0     | 1:0 | 1:1       | 0:1 | 2:0           | 2:1 | 1:2    | 1:4 | 3:1  |
| Juárez        | 0:1 | 1:1   | 2:2       | 1:2         |     | 0:0  | 1:1 | 0:1       | 1:1    | 2:1     | 0:2 | 1:1       | 1:1 | 3:1           | 3:0 | 1:1    | 0:1 | 3:1  |
| León          | 3:2 | 4:2   | 0:0       | 0:2         | 1:0 |      | 0:3 | 1:1       | 2:1    | 0:1     | 2:0 | 3:1       | 2:0 | 4:1           | 2:2 | 0:1    | 3:0 | 3:3  |
| Mazatlán      | 1:3 | 1:0   | 3:1       | 2:1         | 2:3 | 1:2  |     | 0:2       | 0:1    | 2:3     | 2:4 | 1:1       | 1:1 | 1:2           | 1:2 | 1:1    | 0:1 | 1:2  |
| Monterrey     | 3:2 | 2:0   | 3:2       | 0:1         | 3:0 | 5:1  | 0:0 |           | 2:1    | 0:0     | 1:0 | 2:0       | 3:1 | 1:2           | 4:0 | 2:1    | 0:0 | 4:1  |
| Necaxa        | 1:2 | 1:3   | 1:0       | 0:4         | 1:0 | 3:2  | 2:2 | 1:2       |        | 2:0     | 1:1 | 1:1       | 2:3 | 0:0           | 1:1 | 1:3    | 0:1 | 3:1  |
| Pachuca       | 0:3 | 3:1   | 0:2       | 1:1         | 4:1 | 1:0  | 1:1 | 1:2       | 2:1    |         | 5:1 | 2:0       | 2:1 | 2:0           | 6:1 | 1:2    | 2:0 | 0:0  |
| Puebla        | 1:2 | 0:4   | 1:3       | 1:0         | 2:2 | 1:1  | 3:1 | 1:2       | 2:2    | 2:2     |     | 2:0       | 0:0 | 1:0           | 5:2 | 1:2    | 2:1 | 2:1  |
| Querétaro     | 0:1 | 3:3   | 2:2       | 2:2         | 2:2 | 0:3  | 1:1 | 0:3       | 1:2    | 0:1     | 1:1 |           | 1:1 | 3:3           | 2:0 | 1:0    | 0:0 | 1:0  |
| San Luis      | 1:3 | 0:0   | 0:0       | 0:0         | 2:0 | 1:2  | 2:1 | 0:1       | 1:2    | 1:2     | 2:0 | 2:0       |     | 1:1           | 0:0 | 1:0    | 0:3 | 3:2  |
| Santos Laguna | 2:2 | 1:0   | 4:0       | 1:1         | 2:0 | 2:1  | 3:0 | 4:3       | 3:1    | 1:4     | 3:2 | 0:2       | 4:1 |               | 3:2 | 0:5    | 0:3 | 3:0  |
| Tijuana       | 2:0 | 1:1   | 1:1       | 1:2         | 0:2 | 0:0  | 2:0 | 0:3       | 1:1    | 2:0     | 3:3 | 1:2       | 1:0 | 0:2           |     | 3:3    | 1:1 | 0:0  |
| Toluca        | 2:2 | 3:2   | 3:1       | 0:0         | 1:1 | 0:0  | 4:1 | 1:1       | 3:0    | 1:4     | 1:1 | 4:1       | 2:0 | 2:1           | 3:1 |        | 3:2 | 2:2  |
| U.A.N.L.      | 0:2 | 2:0   | 2:3       | 1:2         | 0:0 | 0:1  | 1:2 | 0:1       | 0:0    | 4:1     | 1:0 | 2:1       | 0:0 | 2:0           | 1:0 | 3:1    |     | 4:2  |
| U.N.A.M.      | 0:3 | 2:2   | 1:2       | 1:2         | 2:1 | 4:1  | 1:1 | 1:1       | 1:0    | 0:2     | 2:4 | 4:1       | 3:1 | 1:5           | 1:1 | 3:1    | 1:1 |      |